# Prokopské údolí (Český ráj)
Prokopské údolí je asi 1,5 km dlouhé údolí v Českém ráji. Táhne se od Bílého rybníka pod hradem Kost k obci Libošovice v okrese Jičín. Údolím protéká meandrující říčka Klenice. 
Údolíí nepřímo navazuje na známé údolí Plakánek. Je kaňonovitého tvaru a místy jej lemují pískovcové skalní bloky. Protékající Klenice zde pak tvoří mokřady, díky kterým se zde vyskytuje rozmanitá flóra a fauna. Typický pro zdejší údolí jsou upolín evropský, prstnatec májový a vranec jedlový, z fauny zde pak najdeme především bezobratlí, z obratlovců zejména čolka horského, skokana štíhlého, ve skalách žije řada netopýrů a ze zástupců ptačí říše zde žijí poštolka obecná, konipas horský a krkavec velký.